# 桔梗 (犬夜叉)
桔梗（ききょう）は、高橋留美子原作の漫画作品『犬夜叉』に登場する架空の人物。アニメ版の担当声優は日髙のり子。舞台での演者は遠山景織子（初代）、伊藤純奈（2代目）。

## 人物
弓矢の名手で破魔矢で敵を浄化する。作中の戦国時代にある村では巫女を務めていた。楓の姉であり、日暮かごめの前世。死人。
普段は長い髪を元結で束ねており、常に毅然と振る舞っている。大型の弓を好んで使う。風貌は美人で設定にはかごめと似ている（作者は二人を似せようとすると無理が出てしまうので、途中で放棄したとコメントしている）。魂は既にかごめに転生していたが、死後50年を経た戦国時代で鬼女・裏陶の妖術によって蘇ってしまう。魂はかごめから一部しか戻らなかったため、不足がちで常に死魂を補充しなければ体を動かせなくなる。
高い実力に裏打ちされた高い気位を持つ女性であり、とりわけ生前は周囲からの期待に応えるために決して弱みを見せない女性として振る舞っていた。蘇生後、巫女としてのしがらみから解放されて、生前は抑えていた感情を露にするようになり、特に犬夜叉や奈落、そしてかごめに対しては激しい感情と憎悪をぶつけることもある。寡黙で喜怒哀楽が激しいが、慈愛に満ちた優しい性格。一方で蘇生後も、弱者を救い多くの人から慕われている。
敵対者には容赦がなく、巫女としての実力にもプライドを持っており、実力および徳が不足の僧侶・晴海が自分を浄化しようとした際には反撃してしまうほど激高していた。一方で白霊山の白心上人に対しては自らを「私ごとき」と表現し敬語を用いるなど、敵対者であっても格上の人物に対しては敬意を評する。
犬夜叉と憎み合って死んだ事から魂がその時点で止まっており、当初は犬夜叉への憎悪を捨てられずに敵対する事が多かった。しかし、現世で活動する内に真の敵である奈落の存在を知り、生前よりも広い視野を身に着けたことで徐々に憎しみを克服し、巫女としてのさらなる能力に目覚めていく。

### 生前
1478年頃の生まれ。
かつては楓と共に歩き巫女として、諸国を旅してまわっていた。その際に、同じく歩き巫女で途中まで一緒だった黒巫女の椿に、ある種の呪いを受ける。（アニメ版での設定）
その後、村に帰った際、妖怪退治屋の里の退治屋から汚れた四魂の玉を清める依頼を受け、四魂の玉を清め妖怪たちから守る任に就く。
ある日の夜、妖怪退治した後の桔梗と犬夜叉が出会う（この夜の犬夜叉は朔の日の為人間だった）。妖怪達は四魂の玉を狙って桔梗を襲っていたが、犬夜叉はまだ四魂の玉を知らなかった。桔梗は「私に殺されたくなかったらもう二度と姿を見せるな。」と言って去ろうとするが、倒れてしまう。犬夜叉は心配して桔梗に近づくが、村人達が桔梗を捜しに来た為立ち去る。その時桔梗は何故あの妖怪は自分を殺さなかったのかと疑問に思う。百足上臈の言葉を聞いて四魂の玉を知った犬夜叉が何度か桔梗に決闘を挑むが、桔梗の矢に火鼠の衣を射抜かれ木に張り付けられる。しかし桔梗はとどめを刺さずに立ち去る。犬夜叉に妖怪の血の匂いがぷんぷんすると言われたことを気にしてか、それからは水浴びが日課になる。ある日椿に殺されそうになるが、呪い返しで椿を追い返す。百足上臈に襲われそうになった楓を犬夜叉が助けたことをきっかけに犬夜叉を意識するようになる。その礼を言う為に二人で話そうと誘い、次の日も渡したい物があると言って犬夜叉と会うが言霊の念珠を渡すのを躊躇い渡さない。犬夜叉と会話をする中で犬夜叉の母の紅をもらう。そして火鼠の衣は犬夜叉の母から犬夜叉が貰ったものだと知り、「そうとは知らずに何度も射抜いてしまった。」と謝った。
桔梗は、自分に片想いしており、洞窟で看病している野盗鬼蜘蛛が生み出した奈落が差し向けた妖怪達が村に接近していることすら察知することが出来なくなる。犬夜叉と協力し、辛うじて撃退には成功するものの、その戦いの最中楓が右目を失明する。（アニメ版での設定。原作では桔梗と反目した犬夜叉が村を襲ったの結果として起こる。）
そのことに責任を感じた後は、自分が四魂の玉を守る巫女としての力に限界を感じたことから、四魂の玉をこの世から消し去り、犬夜叉と添い遂げたいと考え、犬夜叉に人間にならないかと提案。よろけた桔梗は犬夜叉に抱きとめられ、人間になって共に生きると言われ、犬夜叉と口づけを交わす。その後、奈落の策略に嵌められ、致命傷を負わされる。そして、同様に奈落に欺かれ玉を盗もうとした犬夜叉を封印したが、それでも完全には犬夜叉を憎みきれなかった。既に深手の傷を負っていたが、生き延びることを望まず、命が尽きた後に四魂の玉と一緒に自分を火葬するように楓に頼んだ。18歳没（1496年頃）。

### 蘇生後
再び生まれ変わることを望んではいなかったが、その魂は500年の時を経て四魂の玉と共に日暮かごめとして転生した。戦国時代では彼女の死から約50年後、かごめが体内に四魂の玉を宿したままやってきた。その後、鬼女・裏陶が彼女の墓から盗んだ骨と墓土でできた紛い物（死人）の身体に、かごめの魂が入ったことで現世に復活するも、自分を無理矢理この世に呼び戻した裏陶を怒りのまま滅した。
彼女は犬夜叉を恨んだまま死んだため、楓の制止も聞かずに彼を殺そうとしたが、かごめに魂の大半を奪い還され、崖から落下。骨と墓土でできた死人の体は壊れることはなく、近くの村で巫女として暮らす。桔梗を姉のように慕う小夜等子供達や村人からも慕われていた。ある日、僧侶・晴海が彼女が人間ではないことを見破る。そしてその夜、死魂を集めている所を晴海と小夜に見つかる。晴海は法力で救おうとしたが、反撃されて死亡した。その現場を小夜に見られていたことに気付くと、村を去った。
晴海の弟子はその現場を目撃した後、川を流れているところを犬夜叉一行に助けられる。犬夜叉は、晴海の弟子の話を聞くなり桔梗を探しに出かける。
桔梗は結界を張っていたが、同じ魂を持っているため、結界を通過してきたかごめの動きを封じ、動けなくした。そこへ犬夜叉を来させ、かごめの目の前で彼と口づけをする。そして、犬夜叉の意識を奪い、一緒に地獄に行こうとするが、かごめに邪魔され失敗。死魂虫に乗って去る。その後、楓の家に寄り、鬼蜘蛛が奈落となったいきさつを聞く。その後、桔梗は完全に奈落を滅ぼすという己の本懐を遂げるために、わざと奈落に四魂の玉（かごめから奪った四魂のかけらの大半）を渡した。
白霊山編では当初は白心上人の作り出す聖なる結界に阻まれ白霊山に近づくことすら出来なかったが、悩むことも迷うことも許されないという共通の境遇から戦いで白霊山の麓に下りてきた白心上人と心を通わせ彼を成仏させた。そして、身体を作り直し鬼蜘蛛の心を捨てた奈落と対峙するが、彼の攻撃を受け、瘴気の満ち溢れる川に突き落とされ、体を瘴気に蝕まれる。その間は肉体を眠らせ、聖さま（ひじりさま）として魂だけで戦っていた。そして式神・胡蝶と飛鳥の導きでやってきたかごめに体から瘴気を浄化してもらい復活する。犬夜叉一行があの世とこの世の境に向かう前には、犬夜叉に鬼蜘蛛の洞窟の土を塗った矢を託し、それをかごめに渡させた。
しかし、奈落の怨念が強く再び瘴気の傷が開いてきたため、翠子の死魂と同化する。その際に犬夜叉に四魂の玉ごと奈落を浄化させる計画を告げた後、自ら同行を申し出た琥珀と共に行動している。その際に琥珀のかけらを一点の汚れもなく浄化、玉の完成と共に奈落を消滅する準備をしていた。
その後、魍魎丸を吸収した奈落との戦いの後、弥勒が吸い込んだ瘴気を自分の身体に取り込んだことでかごめが一度浄化した瘴気がまた体を蝕み始めた。さらに人間の負の心を取り戻した奈落が張り巡らした蜘蛛の糸に汚され、連動して琥珀のかけらの汚れを防ぐために式神をつけて琥珀を離れた場所に隠した。後に犬夜叉たちと再会し、桔梗を浄化するべく霊山・梓山に弓を取りに行ったかごめ達を待っていたが、奈落に捕まる。そのことで容態はますます悪化、琥珀の行方を完全に見失ったばかりか、浄化の力をも失っていた（この時琥珀は夢幻の白夜に追い詰められていたが、殺生丸に助けられた）。かごめの矢で霊力を取り戻し、自分の中に隠した四魂の玉を奈落にぶつけて浄化を試みたが、邪気が入り込み失敗。琥珀と梓山の弓をかごめに託し、犬夜叉に看取られながら再び死を迎える。その時初めて犬夜叉の涙する顔を見る。最期は「普通の女になれた」と笑顔を浮かべ、犬夜叉と口付けを交わしながら消滅、その魂は天に召されていった。（アニメでは成仏する前に意識だけが楓のもとへ行き、今まで辛い思いをさせてしまったことを謝って別れを告げた。）
桔梗は四魂の玉に琥珀の持つ四魂のかけらを浄化するための光を残していたが、曲霊との戦いで光は琥珀のかけらに移り、かけらが奪われる瞬間光が琥珀の体に残り、琥珀の命を救った。
本作の続編『半妖の夜叉姫』では回想の他、桔梗本人ではないが、彼女の姿を借りた時代樹の精霊が登場する。

## 戦闘能力
高い霊力を持ち、勘も非常に鋭い。妖怪に対する戦闘力は絶大であり、一発の矢で10数体もの妖怪を滅することができる。相手の結界と同規模の結界をぶつけて破壊する結界破りを得意とし、強い法師や巫女では全く相手にならなかった。ただし、防御力は結界以外はそれ程高くはなく肉体の生命力も死人故基本的には低い。また、原作では奈落や奈落が放った分身妖怪のみに通用する技で肉体を鬼蜘蛛の洞窟の土で防御しているが、アニメでは省略されている。完結編では設定が一部復活し鬼蜘蛛の洞窟の土を塗った矢も登場する。

### 技
破魔の矢
霊力のこもった矢を相手に飛ばし、滅する技。かすっただけでも相手に致命傷を与え、直撃すれば相手を粉砕するほどの威力を誇る。霊力を自在に調節することも可能。また、妖力を用いる器物である鉄砕牙に当て、妖刀の変化を解くことも可能（一定時間経つと効力がなくなる）。
破魔の霊力
相手の身体に直接、手で触れて霊力を発し相手を滅ぼす技。並みの妖怪なら一撃で倒すことも可能。蘇ったばかりで完全に覚醒していない状態で裏陶を葬り、犬夜叉にもダメージを与えた。
また近距離ならば指先から霊力を飛ばして攻撃することも出来る。かごめを死魂虫で縛り付けている木を粉砕して、かごめを威嚇した。
催眠術
霊力で相手の意思や言動を封じる技。その後は、自らの意のままに操ることも出来る。この技でかごめを動けなくさせたり、犬夜叉の意識を奪い地獄へ道連れにしようとした。
呪い返し（霊力返し）
相手が放った霊力を、そのまま本人に返す技。格下の相手には、自分の霊力を消耗することなく痛手を与えられる。椿が放った呪いの式神や、行脚僧の晴海の法力を跳ね返した。
死魂虫召喚
妖怪の死魂虫を集め、思い通りに操る。死人故死魂がないと身体を動かせなくなるので、必須の技でもある。死者の情報を事前に察知し、その魂が天に昇天にする前に死魂虫に奪って来させる。哀れな女の死魂が桔梗には馴染み易い様子である。また、死魂を集めさせるだけでなく桔梗の護衛や、桔梗と心を通わせ見聞きしてきたことを報告させたり、情報収集を行わせるなど、幅広い役目をさせている。
結界
霊力によって人間も妖怪も侵入不可能な絶対的領域を作る。人間の場合、修行者でもかなりの精神力を必要とするが、桔梗の場合は結界を張ったまま眠ることも出来る。通れるのはかごめだけだが、桔梗が弱っていると他の者も通れる。場合によってはかごめも通れない。奈落相手などには結界破りを使用する。
邪気払い
あの世からの使い（餓鬼など）や病魔の類を霊力で払うことにより、病人や怪我人の命を守る。医術の知識とあわせて使用。
浄化
修行を積んだ巫女の本来の霊力をもって、邪なもの、救われないものを天に還す技。また、穢れたものを清浄なものにする。弱みに付け込まれ、奈落に利用されていた白心上人の魂を成仏させた。
封印の矢
どうしても倒せない妖怪に使う。奈落に嵌められた時犬夜叉を封印した。矢を放った者が、復活させたいと願わなければ、永遠に眠り続ける。